# Rogas fascipennis
Rogas fascipennis är en stekelart som först beskrevs av Cresson 1869.  Rogas fascipennis ingår i släktet Rogas och familjen bracksteklar. Inga underarter finns listade i Catalogue of Life.